# Sapintus pollocki
Sapintus pollocki là một loài bọ cánh cứng trong họ Anthicidae. Loài này được Uhmann miêu tả khoa học năm 1999.